# Matura (educación)

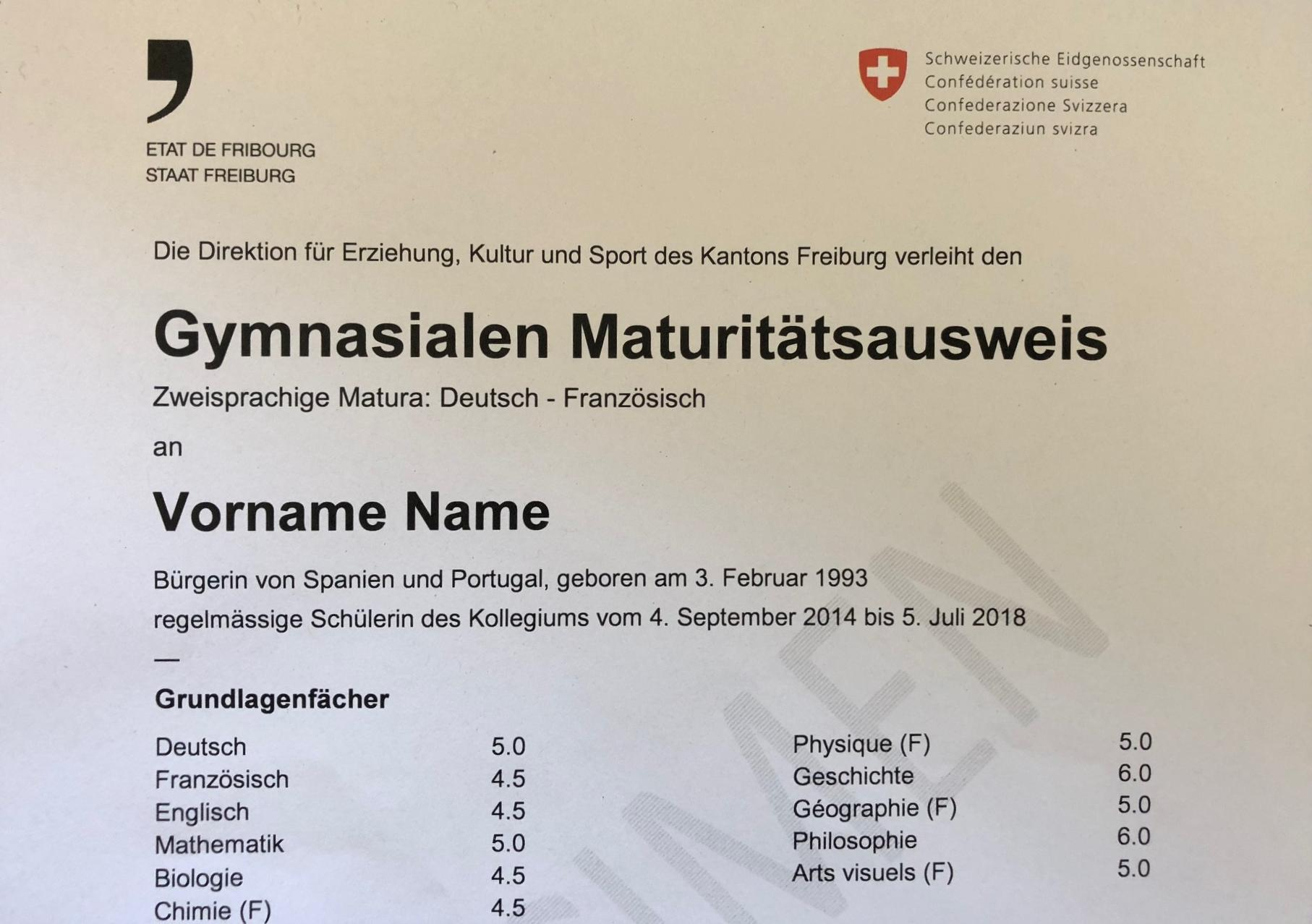
Ejemplar del diploma bilingüe de la Matura suiza

Matura es el nombre por el que se conoce en algunos países europeos al diploma de graduación de la escuela secundaria posobligatoria y la condición del alumno para acceder a la formación universitaria. Las pruebas que llevan el nombre homónimo abarcan las asignaturas incluidas en dicha titulación y se celebran durante el último año de estudios (con 17, 18 y 19 años de edad, según el caso). Es el equivalente al diploma de bachillerato en España y a las pruebas de la Selectividad al mismo tiempo.

## Países

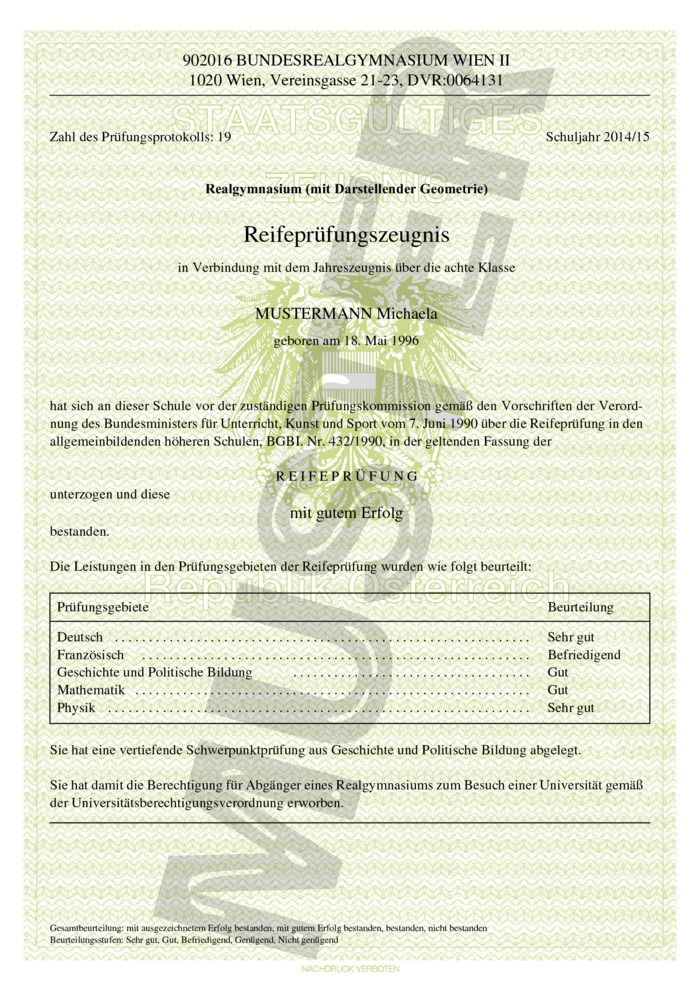
Ejemplar del certificado de la Matura austríaca

Entre los países que otorgan este título se incluyen Austria, Suiza y un conjunto de países del centro y este de Europa, cuyo sistema educativo o parte de él tiene sus raíces en el antiguo sistema educativo germánico, incluyendo a gran parte de los países del centro y este de Europa y de los Balcanes (Albania, Bosnia, Bulgaria, Croacia, la República Checa, Hungría, Italia, Kosovo, Liechtenstein, Montenegro, Macedonia, Polonia, Serbia, Eslovaquia y Eslovenia). En otros países, entre los que destaca Alemania, dicha titulación se denomina Abitur.

## Etimología y usos
La palabra Matura proviene del latín mātūrus, que significa ‘madurez’, haciendo referencia a la madurez académica. En muchos países donde se emplea, sin embargo, el nombre oficial del título suele ser distinto; en el caso de Austria, por ejemplo, se denomina Reifeprüfungszeugnis (Acreditación de las Pruebas de Madurez), y en Suiza se llama Gymnasialer Maturitätsausweis (Documento de Madurez Académica).